# 人類不滅の日
『トーチウッド 人類不滅の日』（原題：Torchwood: Miracle Day、別邦題『トーチウッド:ミラクル・デイ』）は、イギリスのSFドラマ『秘密情報部トーチウッド』の第4シリーズ。BBCが制作した第3シリーズまでと対照的に、本作はBBC Cymru WalesとBBCワールドワイドおよびアメリカ合衆国の放送局Starzが共同制作しており、イギリスとアメリカの合作となっている。アメリカでは2011年7月8日から、イギリスでは2011年7月14日から放送が開始された。全10話。
「人類不滅の日」の主題は、突如として全人類が強制的に不死となる状況で、急激な人口増加を取り巻く社会的混乱と急激な法整備である。数多くのアメリカ人キャストとゲスト俳優が撮影に参加したことに加え、ラッセル・T・デイヴィスがアメリカ人テレビ作家を募集し、ジェーン・エスペンソン、ジョン・シバン、ドリス・イーガンなどが参加した。デイヴィスを筆頭脚本家とし、イギリスの脚本家ジョン・フェイも脚本に携わった。制作は部分的にTransAtlantic Lines (en) に沿って分かれており、合衆国側ではケリー・マナーズ、イギリス側ではブライアン・ミンチンが制作した。撮影の大部分は合衆国カリフォルニア州のロサンゼルスで行われ、ウェールズでも追加の撮影が2週間行われた。
関連するTorchwood: Web of Liesという題のウェブシリーズが本作に関連してStarzのウェブページ上で公開された。

## あらすじ
世界中の人間が突如として不死身になる異常現象が発生。不死身といえどジャック・ハークネス（演：ジョン・バロウマン）のような再生能力が備わっているわけではなく、致命傷を負った人間や不治の病に罹患している人間は永久にその苦痛を味わいながら生き続けなくてはならなくなる。加速する人口増加の中で食糧は枯渇し医療崩壊も起こり、社会は崩壊の一途を辿る。
合衆国の中央情報局（CIA）は異常現象発生時にトーチウッドと呼ばれる組織が現象に関与していることを掴み、トーチウッドメンバーの生き残りであるジャックとグウェン・クーパー（演：イヴ・マイルズ）をカーディフで確保して参考人として合衆国へ連行する。CIAのレックス・マセソン（演：メキ・ファイファー）とエスター・ドラモンド（演：アレクサ・ハヴィンス）は原因を調査していたジャックとグウェンと協力して新生トーチウッドを設立し、製薬会社ファイコープが人類の不死身化という"奇跡"を1年以上前から知っていたことが明らかになる。その頃世間では死の代わりにカテゴリー1 - 3という命の分類が始まり、カテゴリー1該当者の生きたままの焼却処分が開始される。
やがてファイコープの調査から、"奇跡"を操る黒幕である三家族の存在が明るみに出る。三家族はかつてジャックの恋人アンジェロ・コラサント（演：ダニエル・ファヴィリ）によりもたらされたジャックの血液から不死身になる方法を編み出し、ファイコープ名義で上海とブエノスアイレスの土地を購入していた。上海とブエノスアイレスは対蹠地の関係にあり、地球中心を貫くように伸びる"祝福"と呼ばれる未知の構造を利用し、三家族はジャックの血液を利用して全人類に"奇跡"をもたらしていたのであった。"奇跡"の象徴として崇められていた強姦殺人犯オズワルド・デーンズ（演：ビル・プルマン）を仲間に加えたトーチウッドとCIAは"祝福"を使って世界に死を呼び戻すことに成功する。

## 製作

### 脚本
ガードナーとデイヴィスは執筆スタッフと共に4週間をかけ、全体のストーリーを書き上げた。各エピソードの脚本家はその後、テーマや登場人物に特定の関心を反映したそれらのエピソードを書いた。脚本チームは最初のシーンが撮影される前に各エピソードを修正することを選択した。脚本家のジェーン・エスペンソンは、これによりシリーズがより密な感覚と全体的な連続性を得られると感じた。「チルドレン・オブ・アース」と「人類不滅の日」を執筆したデイヴィスはこの形式が「より野心的で知的」であると感じ、第2シリーズまでのような週に一度それぞれ地球外生命体が登場する以前の形式に戻ることはないだろうと主張した。
第4シリーズは番組のリブートでかつ合衆国のフォックス放送で放送されると噂されていたが、公式に共同制作として告知されたのはStarzであった。『秘密情報部トーチウッド』の製作者かつエグゼクティブ・プロデューサーのラッセル・T・デイヴィスはリブートであることを否定し、単に国を移るだけであると主張した。タイトルは Torchwood: The New World と報じられたが、後に Torchwood: Miracle Day に変更され、The New World は第1話のエピソードタイトルになった。第二エグゼクティブ・プロデューサーのジュリー・ガードナーは、新シリーズが新規視聴者を迎えるための用意が整っていると述べた。脚本家のジェーン・エスペンソンはシリーズがイギリス版から地続きであることを強調した。

### 配役
『秘密情報部トーチウッド』の主要キャスト3人が本作に復帰しており、ジョン・バロウマンはジャック・ハークネス役、イヴ・マイルズがグウェン・クーパー、カイ・オーウェンがリース・ウィリアムズ役で出演した。ジャックは『ドクター・フー』第1シリーズ「空っぽの少年」で初登場した後カーディフのトーチウッド機関に所属していたが、「チルドレン・オブ・アース」でトーチウッドは壊滅し、ジャックは恋人イアントと孫を失って地球を去った。本作では彼はトーチウッドとグウェン・クーパーへの愛を理解して地球へ帰還する。グウェンは「チルドレン・オブ・アース」でリースとの子を妊娠しており、トーチウッド陥落後に出産し、三人で静かな暮らしを送っていた。他に再登場した登場人物には、グウェンの元同僚で巡査部長に昇進したアンディ・ディヴィソン（演：トム・プライス）、グウェンの父ゲライント・クーパー（演：ウィリアム・トーマス）と母メアリー・クーパー（演：シャロン・モーガン）がいる。
メキ・ファイファーはレックス・マセソン役で番組に加わった。レックスは他の職員から一目置かれた手腕を持つCIAの捜査官であり、ジャックやグウェンと手を組んで"奇跡"の謎を解こうとする。また、彼と手を結ぶ登場人物にはエスター・ドラモンド（演：アレクサ・ハヴィンス）と女医ヴェラ・フアレス（演：アーリーン・ター）がいる。ビル・プルマンは"奇跡"に乗じてセレブの地位に就いた死刑囚オズワルド・デーンズを、ローレン・アンブローズはオズワルドやファイコープを利用してのし上がろうとする悪女ジリー・キッツィンジャーを演じた。ゲスト出演者にはレナ・カー、ディッチェン・ラチマン、ウェイン・ナイト、アーニー・ハドソン、C・トーマス・ハウエル、ジョン・デ・ランシー、ナナ・ヴィジターとディロン・ケーシーがいる。
配役は最終的なプレスリリースとは異なっていた。プルマンとハヴィンスの演じるキャラクターの名前は元々オズワルド・ジョーンズとエスター・カッシで、レックスは白人男優が、エスターは非白人女優が演じる予定であった。『ワン・トゥリー・ヒル』のチャド・マイケル・マーレイと『ドールハウス』のエンヴェア・ジョカイもレックス役のオーディションを受けていた。『GREEK〜ときめき★キャンパスライフ』の出演者アンバー・スティーヴンスもエスター役のオーディションを受けていた。制作の途中では、第2シリーズでキャプテン・ジョン・ハート役を演じたジェームズ・マースターズも再出演への強い興味を示した。

### 撮影

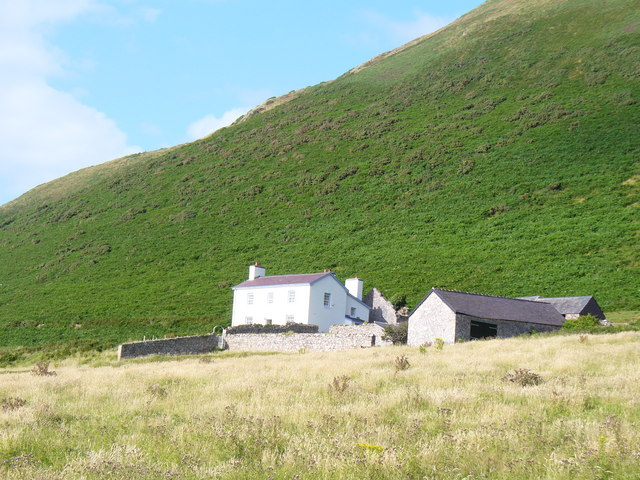
ウェールズの古い住宅

ウェールズでのロケ地にはカーディフ空港やRhossili湾の古い別荘がある。2011年2月1日にはカーディフ湾のコール・エクスチェンジに戻って撮影が行われた。コール・エクスチェンジが最後に撮影に用いられたのは「チルドレン・オブ・アース」でのジョン・フロビシャー（演：ピーター・カパルディ）のオフィスのシーンであった。グウェンが店に車で突っ込むシーンにはスウォンジーの薬局が使用された。

### 音楽
第4シリーズの音楽は『秘密情報部トーチウッド』と『ドクター・フー』の作曲家マレイ・ゴールドとそのアシスタント作曲家スチュ・ケネディが作曲した。

## プロモーション
テイザートレイラーは2011年4月1日に公開され、午後10時36分に地球で最後の死が記録されたという文言の後に巨大な爆発が起こる様子が描写され、ルー・リードによる歌「パーフェクト・デイ」が音楽として採用された。先に公開された広告ポスターにも爆弾のモチーフが使用された。俳優ジョン・バロウマンとビル・プルマンはエグゼクティブ・プロデューサーのジュリー・ガードナーと共にカンザス州で開催された2011年MIPTVイベントに出席して第4シリーズの宣伝を行った。新シリーズについて、ガードナーは『秘密情報部トーチウッド』がウェールズを世界に発信しつつ英国ドラマの最高の部分を残して合衆国での制作の価値を獲得していると主張し、バロウマンは合衆国での共同制作によりシリーズがより大規模で良いものになると述べた。登場人物紹介を伴う第4シリーズのキャストの広告写真は2011年5月に公開された。またジャックとグウェンは2011年7月9日から15日にかけてラジオ・タイムズの表紙を、同じ週に TV & Satellite Week の表紙を飾った。2011年7月7日にはStarzがシリーズの宣伝として劇中に登場した集団 "March of The Soulless" を結成した。

## 放送
「人類不滅の日」は合衆国では2011年7月8日にStarzで、カナダでは2011年7月9日にスペースで、オーストラリアでも7月9日にUKTVオーストラリアで初放送された。イギリスでは2011年7月14日にBBC Oneで初めて放送された。2011年7月19日には、ネットワーク・テン・オーストラリアの無料放送デジタルオンリーチャンネルであるイレブンに買収されたことが発表されたが、2012年11月23日現在では放送されていない。
日本ではWOWOWプライムにて、2012年7月13日から毎週金曜日に吹替版が、7月16日から毎週月曜日に字幕版が放送された。2013年2月8日にはKADOKAWAから『トーチウッド:ミラクル・デイ』という題でDVDが発売された。ディスク1枚につき2話ずつ収録された5枚組で、メイキングなどの特典映像はない。DVDの販売は2023年11月までに終了した。
アメリカとイギリスの放送では異なるバージョンが行われた。ジェーン・エスペンソンによると、唯一の違いはイギリス版の第3話で10秒と第6話で3秒がカットされている点であるが、第3話の実際のカットは30秒であった。イギリス版第3話ではジャックと男性バーテンダーの性行為の場面がカットされ、BBCはカットがストーリーに影響することはないと声明を出したが、バロウマンは当該シーンが脈絡のないものではなくストーリー上の意義のあるものであると主張した。

## 批評家の反応
アメリカ人批評家のレビューは賛否両論であった。ニューヨーク・タイムズは番組が衰えていると主張し、ロサンゼルス・タイムズも内容が繰り返されている点を批判した。
ガーディアンの批評家ダン・マーティンは当初シリーズに肯定的な反応を示し、後に批判的になった。マーティンは冒頭で期待感をそそられたと主張しつつ、「チルドレン・オブ・アース」のような5部作が良かったのではないかと述べた。彼は批判点としてジャックの役割が少ないこと、オズワルド・デーンズの物語の方向性が曖昧であること、地球外生命体が登場しないこと、レックスとエスターが掘り下げられなかったこと、"奇跡"の解決に何週間も費やしたことなどを挙げた。ただし彼は大西洋を横断した製作についてデイヴィスを称賛し、「人類不滅の日」はシリーズ初の試みとして見るのが最善であろうと主張し、「カルト的な英国の番組を取り上げて現金注入と世界の視聴者のためのプラットフォームを与えることは、勇敢な動きだ」と認めた。シーズンフィナーレの後、マーティンは「チルドレン・オブ・アース」の結末が物語を総括できていた一方で「人類不滅の日」がクリフハンガーで終わったことを指摘し、デイヴィスが『秘密情報部トーチウッド』をこれ以降も継続する確証がないことから奇妙に感じたという。
io9のキャサリン・ジェーン・アンダースは「人類不滅の日」と『ドクター・フー』の連続性を懸念した。「人類不滅の日」では少なくとも2011年3月から5月の世界的な破滅現象が描かれたため、同じく2011年を舞台とするスティーヴン・モファットが製作総指揮に就いた『ドクター・フー』第6シリーズのコンパニオンであるエイミー・ポンド（演：カレン・ギラン）とローリー・ウイリアムズ（演：アーサー・ダーヴィル）が出来事に全く言及していないことや、世界的異常現象の痕跡が残っていないことは本来不自然である。アンダースは過去に、『秘密情報部トーチウッド』と『ドクター・フー』が常に固い連続性で結ばれているとコメントしていた。